# Benedetto Luti
Benedetto Luti (17. listopadu 1666 – 17. června 1724) byl italský barokní malíř, kreslíř a pastelář.

## Životopis
Narodil se 17. listopadu 1666 ve Florencii, ale v roce 1690 se přestěhoval do Říma, kde se vyučil u Antona Domenica Gabbianiho.
V Římě získal záštitu velkovévody Cosimo III. Medicejského, který byl nadšencem Lutiho pastelových portrétů. Patřil mezi první umělce, kteří pracovali s pastely jako s konečnou kompozicí.
Zaměstnávala ho řada předních římských rodin té doby, včetně Colonnů, Pallaviciniů, Barberiniů a Odescalchiů. Pracoval také s olejem a maloval fresky, mimo jiné pro lateránskou baziliku. V roce 1694 se stal členem Accademia di San Luca.
V roce 1720 byl pasován na rytíře akademie Accademia di San Luca. Jmenování bylo pro některé lidi umělce velmi kontroverzní.
Následující rok se věnoval malbě fresek na kopuli kostela Santi Luca e Martina v Římě.
Zemřel 17. června 1724 v Římě ve věku 57 let.

## Dílo

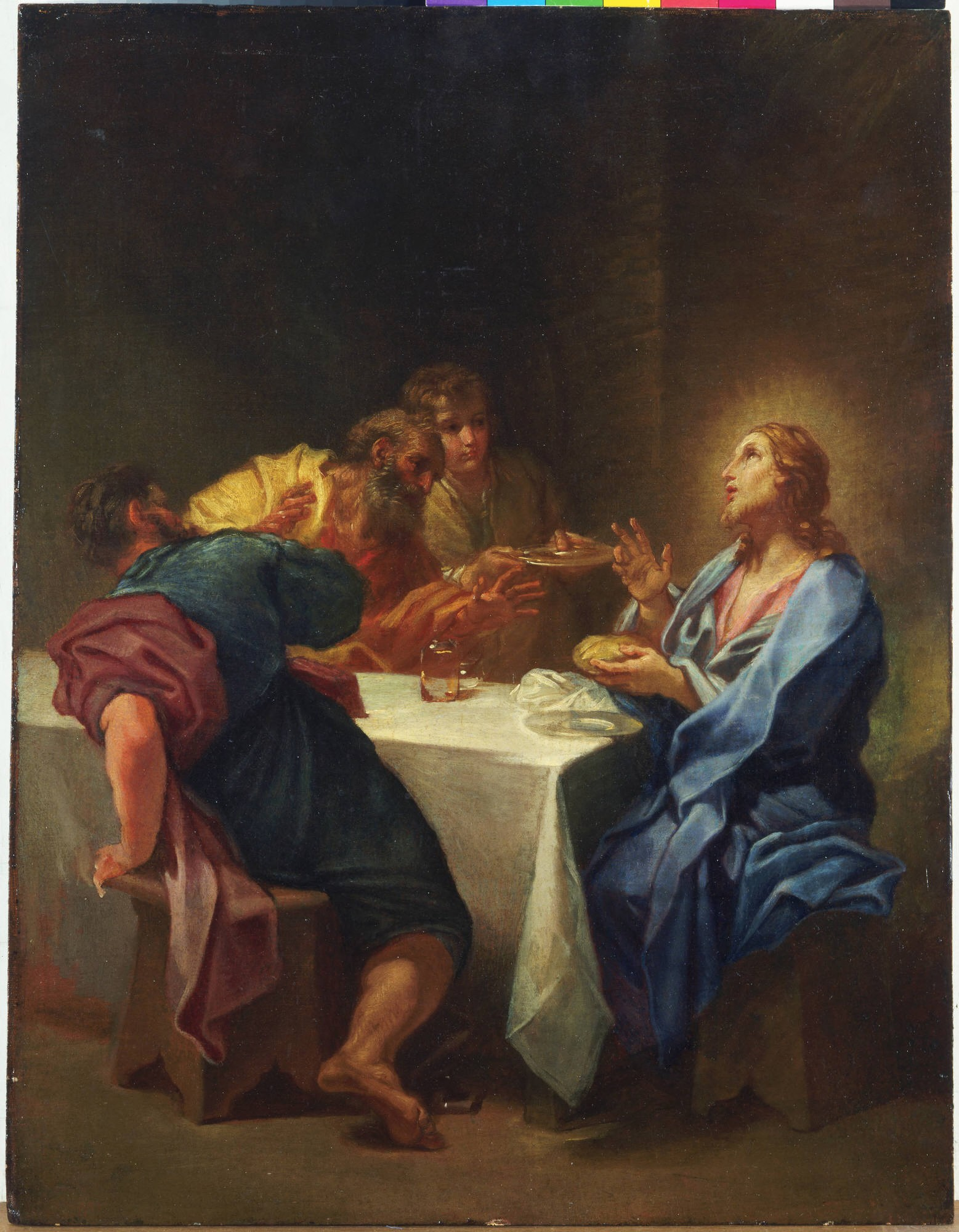
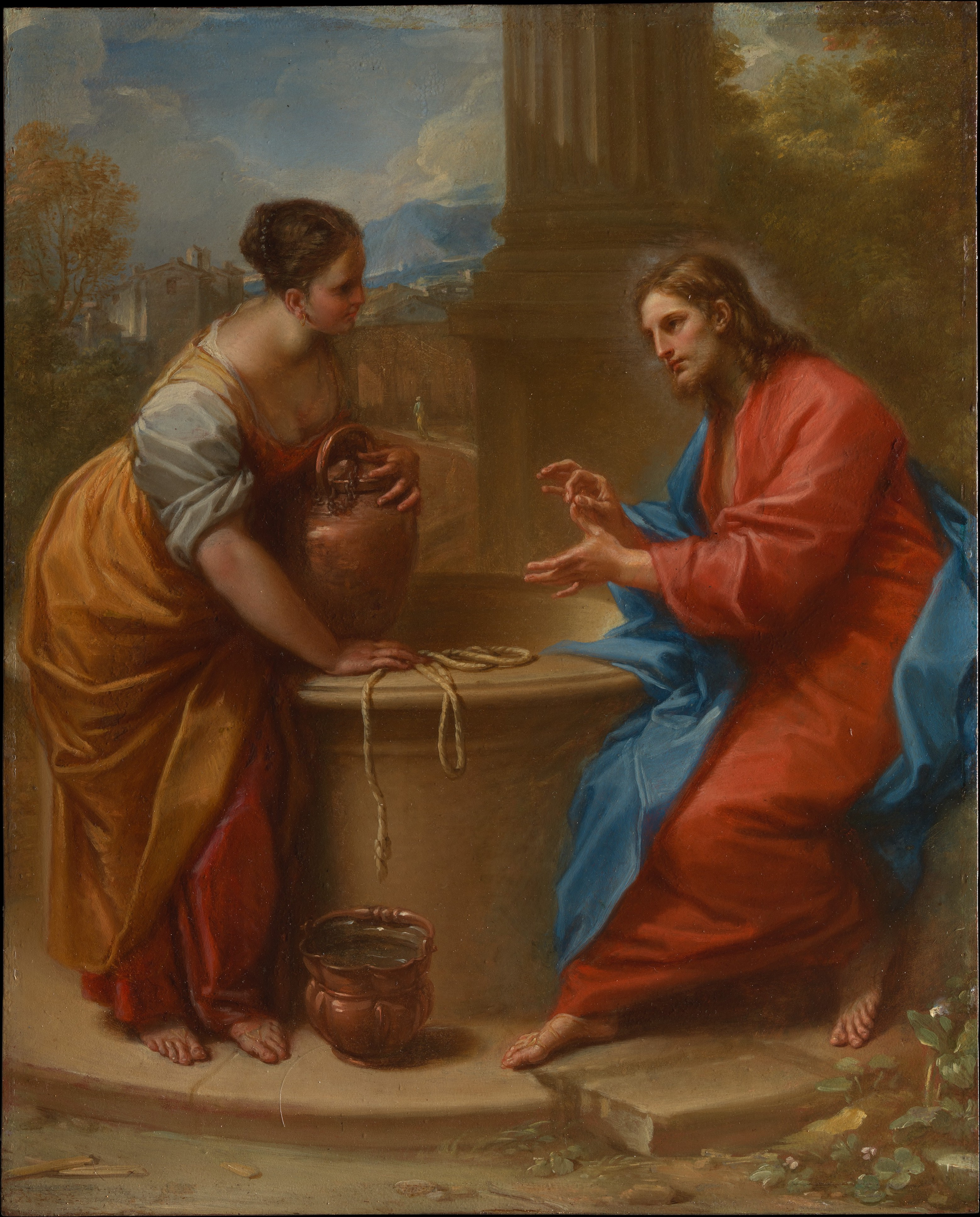
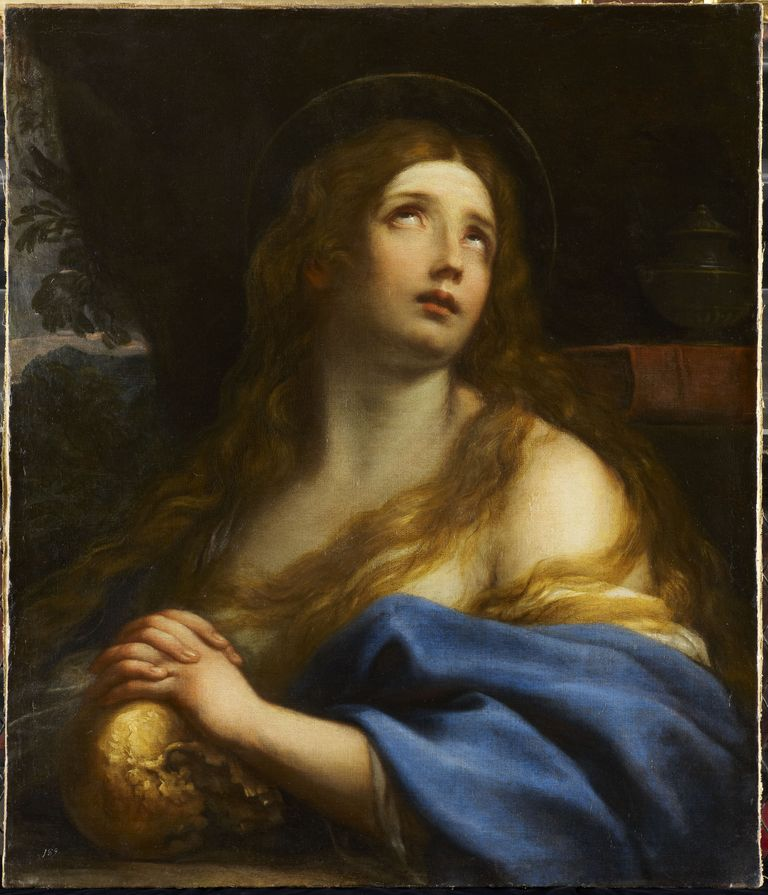
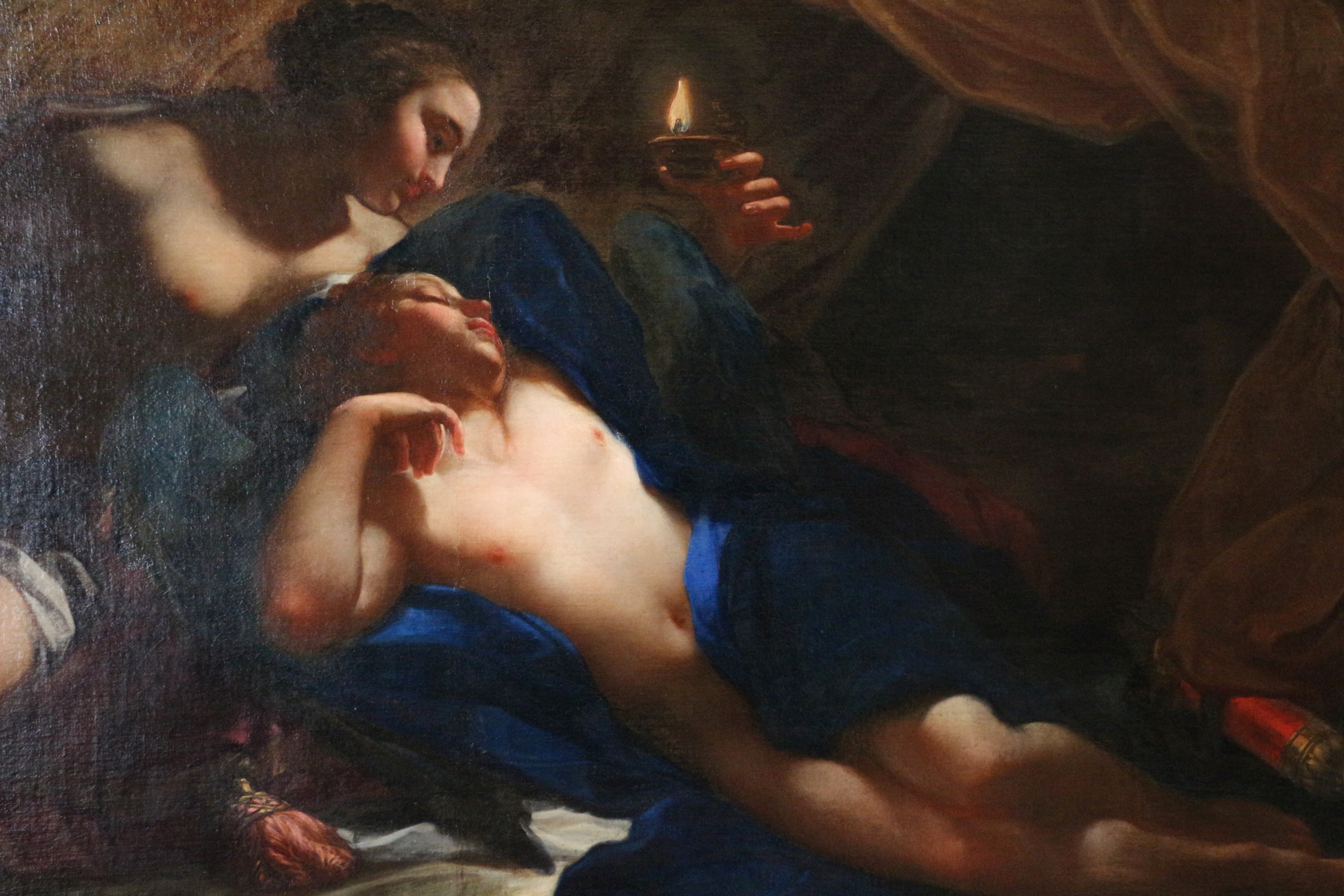
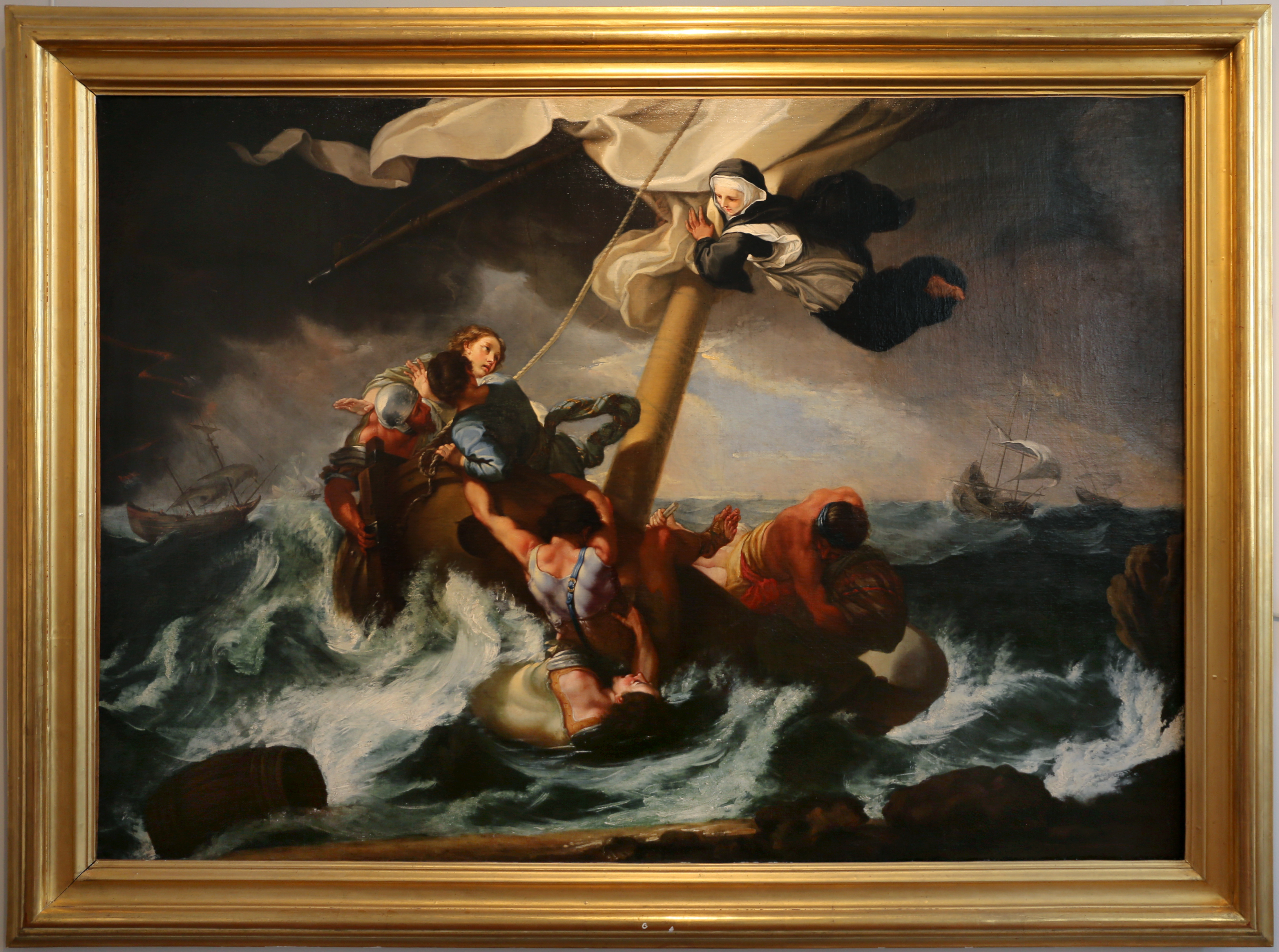